# Sankt Aegyd am Neuwalde
Sankt Aegyd am Neuwalde (St. Aegyd am Neuwalde) är en ort och kommun  i Österrike. Den ligger i distriktet Lilienfeld i förbundslandet Niederösterreich,  72 km sydväst om huvudstaden Wien. 
Kommunen består av fem orter (Ortschaften) (inom parentes invånarantal 1 januari 2024):
- Kernhof (276)
- Lahnsattel (60)
- Mitterbach (171)
- St. Aegyd am Neuwalde (1 253)
- Ulreichsberg (19)